# Janne Günter

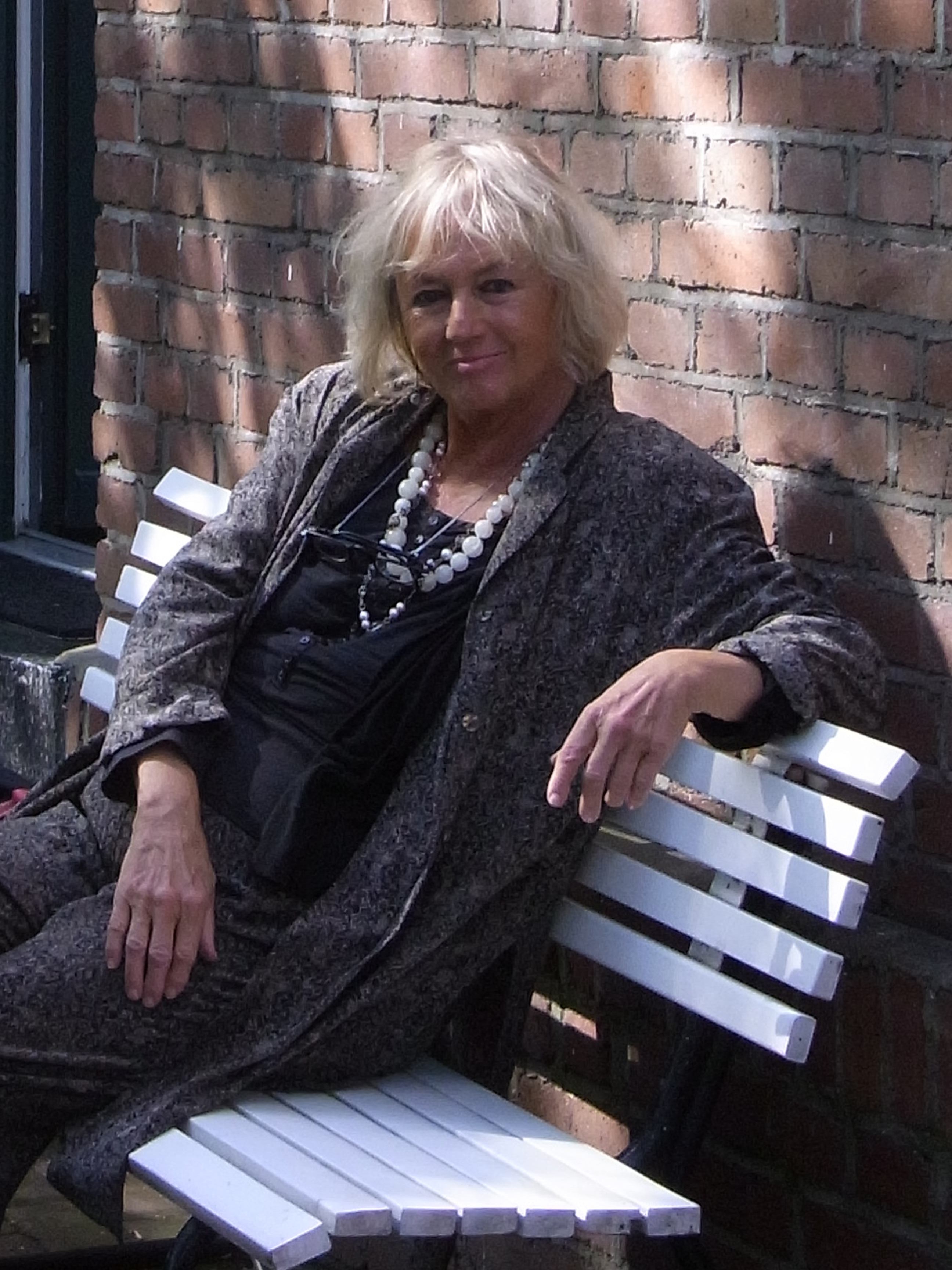
Janne Günter in der Siedlung Eisenheim

Janne Günter (* 1. Oktober 1937 in Blomberg als Marianne Spilker) ist Sozialwissenschaftlerin, Publizistin und Pionierin bei der Rettung von Arbeitersiedlungen im Ruhrgebiet vor dem Abriss.

## Werdegang
Janne (Marianne) Günter wuchs in Löhne (Westfalen) und in Duisburg auf. Sie studierte zunächst Pharmazie in Bonn (1958–1962). 1963 heiratete sie Roland Günter. Neben ihrem Engagement in Bürgerinitiativen gegen die Kahlschlagsanierung in Bonn absolvierte Janne Günter ein weiteres Studium, diesmal der Sozialwissenschaften. Seit 1972 arbeitete sie an der Seite von Roland Günter im Ruhrgebiet mit den Bürgerinitiativen zusammen, die für den Erhalt der ca. 1000 Arbeitersiedlungen kämpften. 1974 zog die Familie mit ihren beiden Töchtern nach Oberhausen in die Siedlung Eisenheim, um in der ältesten Arbeitersiedlung des Ruhrgebiets den Kampf zu deren Erhalt vor Ort zu betreiben. In Eisenheim beteiligte sich Janne Günter auch am Umbau und dem Betrieb der vormals leer stehenden Waschhäusern zu Volkshäusern nach italienischem Vorbild (casa del popolo). Sie dienten als Versammlungsort und für Feste (der erste Gast war Robert Jungk mit einer Zukunftswerkstatt). Im Kinderhaus erfolgte z. B. Hausaufgabenhilfe.

## Werk
Nicht nur in ihrer praktischen Arbeit, sondern auch in ihrem sozialwissenschaftlichen Werk beschäftigt sich Janne Günter schwerpunktmäßig mit der Frage, wie Wohnumfeld und Stadtraum beschaffen sein müssen, um ein hohes Maß an Lebensqualität für die Bewohner bzw. Nutzer zu bieten. Janne Günter war an der Entwicklung eines Verfahrens der Qualitativen Sozialforschung beteiligt, in dem mittels Teilnehmender Beobachtung die räumliche und zeitliche Nutzung eines überschaubaren Areals festgehalten wird. 1972 wendete eine Forschungsgruppe, zu der Janne Günter gehörte, diese „raumbezogene Tätigkeitskartierung“ auf der Insel Burano in der venezianischen Lagune zum ersten Mal an. 1978 folgte zusammen mit Roland Günter und Wessel Reinink eine Untersuchung über die Nutzung und die architektonischen Qualitäten der Spanische Treppe in Rom. In Janne Günters Monographie „Leben in Eisenheim“ baut sie dieses Verfahren aus und arbeitet die architektonischen Qualitäten der kleinteiligen Arbeitersiedlungen im Gegensatz zu den mehrheitlich propagierten Großsiedlungen der komplexen Stadterneuerung  heraus. Sie untermauert mit ihrer sozialwissenschaftlichen Analyse die Arbeit der Arbeiterinitiativen.
Neben den raumbezogenen Forschungsansätzen widmet sich Janne Günter der Lebenslage der Bewohnerinnen der Arbeitersiedlungen historisch und zeitgenössisch sowie der Analyse der Kommunikation in den Arbeitersiedlungen. Sie betrachtet Arbeitersprache nicht als reduziert, wie es die Theoretiker des elaborierten Codes tun, sondern hebt auf deren spezifischen Qualitäten in Körpersprache und Betonung ab. Im Rahmen der Erforschung der Geschichte der Arbeitersiedlungen begann Janne Günter Interviews zur Alltagsgeschichte zu führen und zu publizieren. Sie war eine der ersten, die in Deutschland Oral History betrieb. Diese Biographische Methode wendet sie auch an bei ihrer Untersuchung von ostdeutschen Lebensläufen, um zu zeigen, dass „Kein Klischee stimmt“.

## Schriften
- mit Roland Günter: Köln. Polyglott-Reiseführer. Köln 1967.
- mit Karin Dellemann  u. a.: Burano. Kommunikation, Sozio-Ökonomie, Städtebau. Eine Stadtbeobachtungsmethode zur Beurteilung der Lebensqualität. Bonn 1972.
- Arbeitersprache als Ausdruck spezifischer Qualitäten. Oberhausen 1974.
- mit Klaus Spitzer und Roland Günter: Spielplatzhandbuch. Berlin 1975.
- mit Roland Günter: Architekturelemente und Verhaltensweisen der Bewohner. In: Ina Maria Greverus (Hg.): Denkmalräume – Lebensräume: Hessische Blätter für Volks- und Kulturforschung. NF 2/3, Gießen 1976, S. 7/56.
- mit Roland Günter und Paul Hofmann: Das Ruhrgebiet im Film. 2 Bände. Oberhausen 1978.
- mit Roland Günter und Wessel Reinink: Rom – Spanische Treppe. Hamburg 1978.
- Leben in Eisenheim. Arbeit, Kommunikation und Sozialisation in einer Arbeitersiedlung. Weinheim/Basel 1980.
- mit Roland Günter: Vorsicht, Foto! Was hinter den Bildern steckt. Reinbek 1982.
- Mündliche Geschichtsschreibung. Alte Menschen im Ruhrgebiet erzählen erlebte Geschichte. Mülheim/Ruhr 1982.
- mit Roland Günter: Das unbekannte Oberhausen. Wuppertal 1983.
- mit Roland Günter und Gitta Günter: Von Rimini nach Ravenna. Ein Reisebuch. Gießen 1988.
- mit Roland Günter: „Sprechende Straßen“ in Eisenheim. Essen 1999.
- WendeZeit: „Kein Klischee stimmt“ – Ostdeutsche Lebensläufe in Selbstentwürfen. Essen 2001.
- als Hrsg.: Marianne Weber, Frauen auf der Flucht. Aus dem Nachlass von Max und Marianne Weber. Bielefeld 2005.
- mit Roland Günter und Peter Liedtke: Industrie-Wald und Landschafts-Kunst im Ruhrgebiet. Handbuch zu den Zusammenhängen von Wald, Industrie-Wald und Landschafts-Kunst. Essen 2007.